# Rów Riukiu
Rów Riukiu (jap. 琉球海溝 / 南西諸島海溝 Ryūkyū-kaikō / Nansei-shotō-kaikō) – rów oceaniczny, biegnący wzdłuż wschodniej krawędzi archipelagu Nansei-shotō od Tajwanu do japońskiej wyspy Kiusiu (Kyūshū).

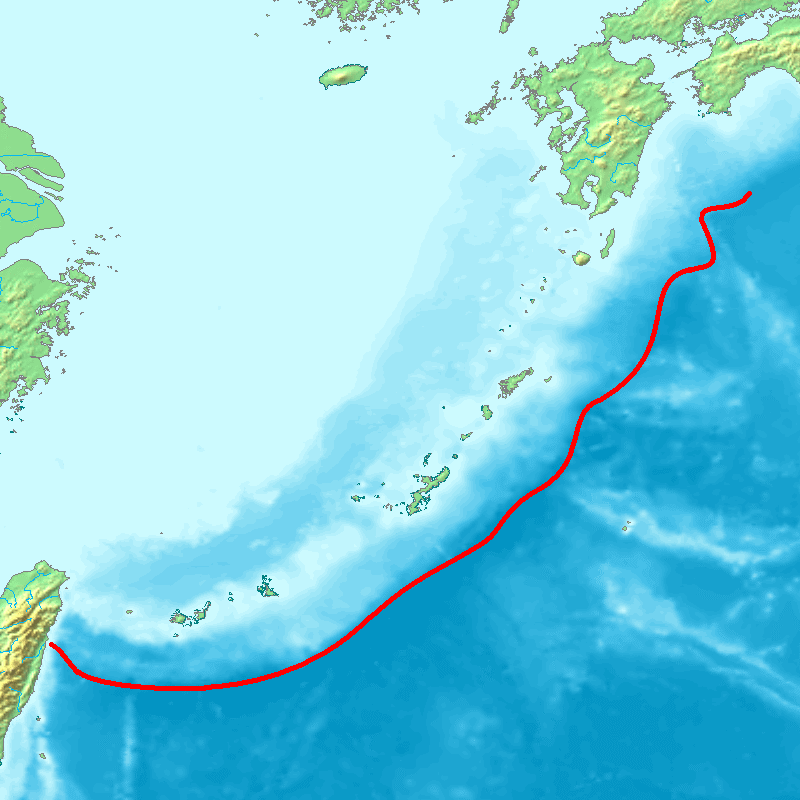
Rów Riukiu

Jego długość wynosi 2250 km, a średnia szerokość 60 km. Maksymalna głębokość rowu to 7507 m. Należy do obszarów aktywnych sejsmicznie.